# 卡捷琳娜·杜卡
卡捷琳娜·杜卡（1981年—）是一位希腊科技考古学家，研究方向为人类在欧亚大陆的迁徙和灭绝模型，包括尼安德特人、丹尼索瓦人和现代智人，这些工作为早期现代人到达中东提供了一个新的年表。